# Gematigd klimaat

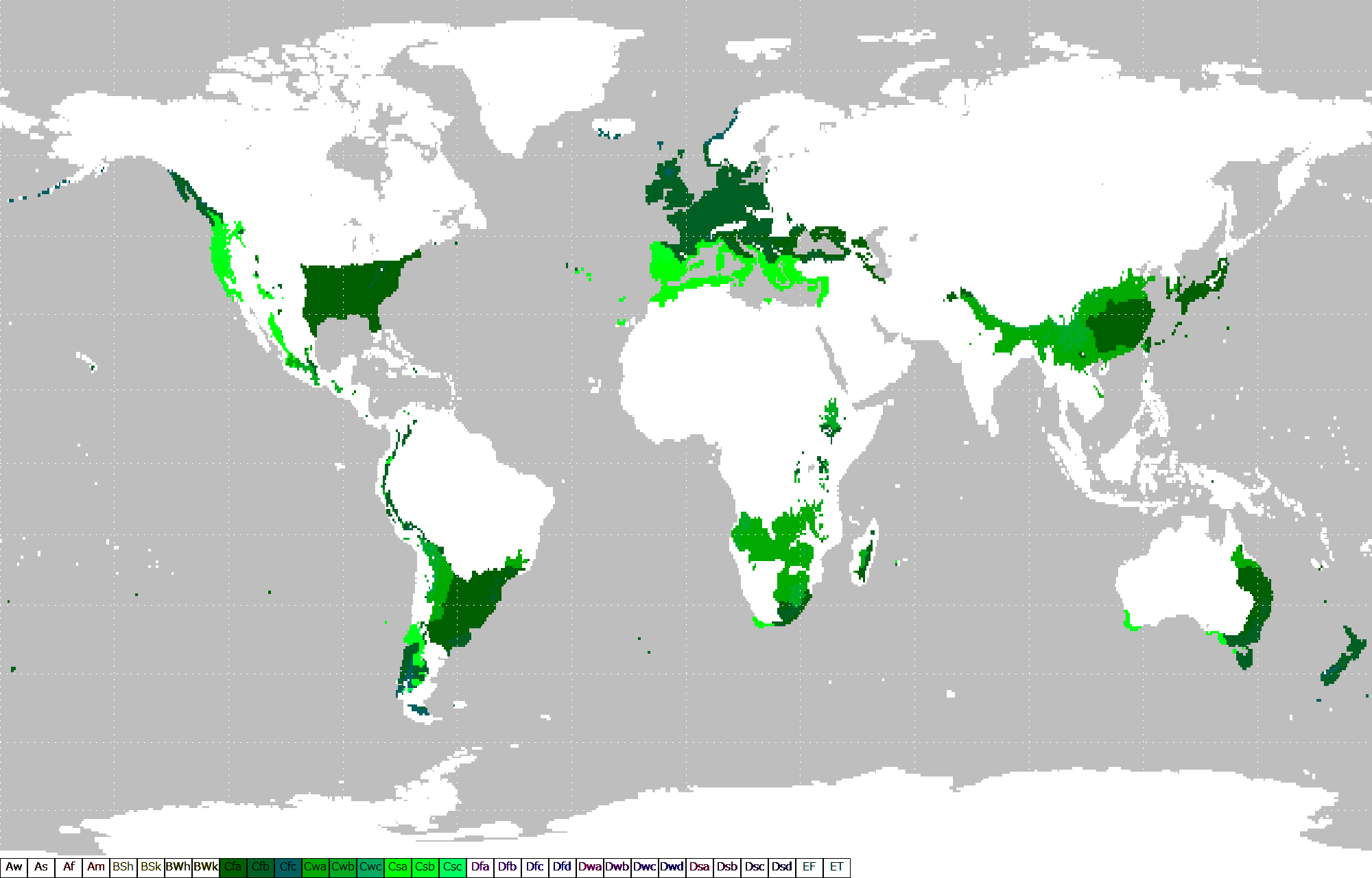
Schematische kaart van gebieden met een gematigd klimaat (C)

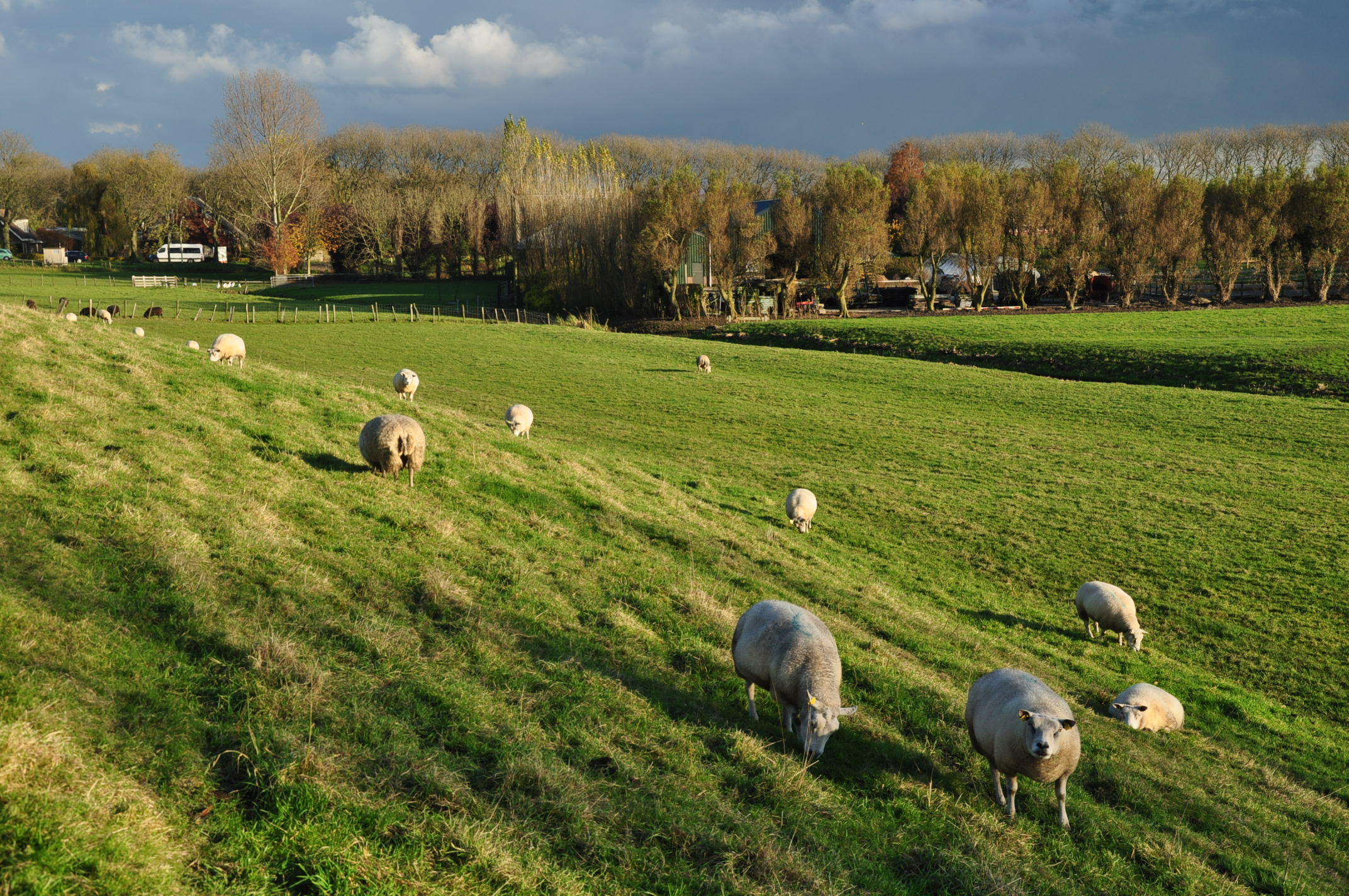
Landschap in een gematigde klimaatzone: Nederland

Een gematigd klimaat of warm gematigd klimaat is een, gemiddeld over een jaar gemeten, vochtig klimaat, met relatief gematigde temperaturen. Gematigde klimaten hebben duidelijke seizoenen, maar de temperatuurverschillen tussen de winter en de zomer zijn niet extreem groot. Volgens de klimaatclassificatie van Köppen ligt in een gematigd klimaat de gemiddelde maandtemperatuur van de koudste maand tussen −3 °C en 18 °C en heeft ten minste één maand per jaar een gemiddelde temperatuur van 10 °C of meer. Köppen karakteriseert dit hoofdklimaat als het C-klimaat'.

## Verspreiding
Gematigde klimaten komen op zeeniveau voor tussen de 30e en 60e breedtegraden. Onder andere West- en Centraal-Europa, het Middellandse Zeegebied, Oost-Azië, het oosten en zuidoosten van de Verenigde Staten, grote delen van zuidelijk Zuid-Amerika, delen van Zuidelijk Afrika, de zuid- en oostkust van Australië en in Nieuw-Zeeland hebben een gematigd klimaat. Deze banden worden wel de gematigde zones genoemd.
Op lagere breedtes, zoals in de tropen, komt in berggebieden een gematigde zone voor. Omdat op grotere hoogte de temperatuur lager is, is in deze zone een gematigd klimaat mogelijk.

## Verdere onderverdeling volgens Köppen
- Cf: zeeklimaat of maritiem klimaat; de droogste maand van het jaar heeft een gemiddelde maandneerslag van ten minste 30 mm en de neerslag valt ongeveer verspreid over het jaar.
- Cs: mediterraan klimaat; gematigd klimaat met natte winters & droge zomers, met andere woorden: de droogste maand in de zomer heeft een gemiddelde maandneerslag van minder dan 30 mm en de natste maand in de winter heeft ten minste gemiddeld driemaal zoveel neerslag als de droogste maand in de zomer.
- Cw: chinaklimaat; gematigd klimaat met natte zomers, met andere woorden: de natste maand in de zomer heeft ten minste gemiddeld tienmaal zoveel neerslag als de droogste maand in de winter.